# پنتیاک (ایلینوی)
پنتیاک، ایلینوی (به انگلیسی: Pontiac, Illinois) یک شهر در ایالات متحده آمریکا با جمعیت ۱۱٬۹۳۱ نفر است که در ایلی‌نوی واقع شده‌است.

## موقعیت جغرافیایی
موقعیت جغرافیایی شهرها و مناطق اطراف به شرح زیر است: